# Kabylenkleiber

Das Verbreitungsgebiet im nördlichen Algerien

Der erst 1975 als eigene Art anerkannte Kabylenkleiber (Sitta ledanti) ist ein in den Bergwäldern im Nordosten Algeriens endemisch vorkommender Singvogel. Die nicht mehr als 1000 Individuen leben in Eichenwäldern in 350–1200 m Höhe oder in Mischwäldern bis 2000 m Höhe. Das Verbreitungsgebiet ist aufgrund der geringen Ausdehnung der Wälder in dieser Region beschränkt.

## Merkmale
Mit 11,5 bis 12,5 cm ist der Kabylenkleiber etwas kleiner als der Kleiber. Das Gefieder ist oberseits blaugrau und unterseits rosabeige, die Kehle ist etwas heller. Männchen haben einen schwarzen Vorderscheitel und einen blaugrauen Hinterscheitel. Der schwarze Augenstreif ist durch einen schmalen weißen Überaugenstreif vom Scheitel abgegrenzt. Weibchen haben einen grauen Scheitel und einen ebenfalls grauen Augenstreif.

## Verhalten
Der Kabylenkleiber ernährt sich von Insekten und Samen, die er auch hortet. Er brütet in selbst gebauten Baumhöhlen oder alten Spechthöhlen.

## Entdeckungsgeschichte
Das Artepitheton ledanti erinnert an den Entdecker dieser Vogelart. Der Kabylenkleiber wurde am 5. Oktober 1975 von dem belgischen Ökologen Jean-Paul Ledant (* 1951) beobachtet, der als Forstassistent beim Institut National Agronomique beschäftigt war. Der 24-Jährige war Teilnehmer einer Expedition, die den Gipfelbereich des Djebel Babor, eines Bergs der Kleinen Kabylei im Norden Algeriens untersuchen sollte. Der Bergwald dieser Region war ein Reliktstandort, der unter anderem Bestände von Numidischer Tannen, Atlas-Zedern und in tieferen Lagen von Portugiesischen Eichen aufwies. Während der Untersuchungen in Gipfelnähe beobachtete Ledant einen Kleiber. Bei seinen Begleitern fand Ledant mit seiner Beobachtung zunächst keinen Glauben, da nach ihrem Wissen in Algerien keine Kleiber anzutreffen waren. Ein erneuter Versuch, im Dezember 1975, den Kleiber wiederzufinden, war wegen des schlechten Wetters vergeblich. Erfolgreich war Ledant gemeinsam mit seinem Kollegen Paul Jacobs bei einer dritten Expedition im April 1976. Dabei gelangen ihnen so eindeutige Beobachtungen, dass wenige Monate später in einem Sonderheft der französischen ornithologischen Zeitschrift Alauda ein Bericht erschien, der die Art offiziell beschrieb und diese nach ihrem Entdecker Ledant benannte. Noch bevor im Juli 1976 eine erste Meldung von der Entdeckung in der französischen Zeitung Le Monde erschien, wurde der Kleiber im Juni 1976 auch von dem Schweizer Ornithologen Eric Burnier in der Nähe des Gipfels nachgewiesen.
Als Kerngebiet des Kabylenkleibers wurde zunächst ein Waldgebiet mit einem Durchmesser von 2,5 Kilometern ausgemacht; der Bestand wurde auf nur 80 Individuen geschätzt. Erst im Juni 1989 wurde in einem anderen Waldgebiet der Kleinen Kabylei eine weitere Population der Art mit einem größeren Verbreitungsgebiet gefunden. 1987 wurden in zwei weiteren Waldgebieten, die fünf beziehungsweise 30 Kilometer entfernt lagen, zwei weitere Populationen entdeckt. Der Bestand wurde jetzt auf knapp unter tausend Individuen geschätzt. Ein Teil der Population lebte außerdem auf dem Gebiet des Taza-Nationalparks.